# Gorgoniapolynoe muzikae
Gorgoniapolynoe muzikae är en ringmaskart som beskrevs av Pettibone 1991. Gorgoniapolynoe muzikae ingår i släktet Gorgoniapolynoe och familjen Polynoidae. Inga underarter finns listade i Catalogue of Life.